# Samuel Alexander
Samuel Alexander (ur. 6 stycznia 1859 w Sydney, zm. 13 września 1938 w Manchesterze) – brytyjski filozof żydowskiego pochodzenia urodzony w Australii. Filozofię studiował w Oksfordzie, a psychologię we Fryburgu Bryzgowijskim. W latach 1893–1924 wykładał filozofię w Manchesterze. Był zwolennikiem teorii ewolucji emergentnej i przedstawicielem neorealizmu.

## Publikacje
- 1889: Moral Order and Progress
- 1908: Locke
- 1920: Space, Time, and Deity, Macmillan & Co., reprinted 1966 by Dover Publications, reprinted 2004 by Kessinger Publications: volume one: ISBN 0-7661-8701-2 online version, volume two: ISBN 0-7661-8702-0
- 1921: Spinoza and Time
- 1925: Art and the Material
- 1933: Beauty and Other Forms of Value
- 1939: Philosophical and Literary Pieces, (pośmiertnie)